# Obere Hunte
Obere Hunte wird ein Naturschutzgebiet in der niedersächsischen Stadt Melle und der Gemeinde Bad Essen im Landkreis Osnabrück genannt.
Das Naturschutzgebiet mit dem Kennzeichen NSG WE 251 (SCI DE3616301) ist 110 Hektar groß. Es ist deckungsgleich mit dem gleichnamigen FFH-Gebiet.
Das Naturschutzgebiet „Obere Hunte“ liegt südöstlich von Bad Essen und nördlich von Melle im Bereich des Wiehengebirges und des Osnabrücker Hügellandes. Es stellt Oberlauf und Auenbereich der Hunte vom Quellbereich bis zu dem zu Bad Essen gehörenden Ortsteil Rabber (etwas unterhalb der Querung der ehemaligen Wittlager Kreisbahn) sowie die in die Hunte mündenden Bäche Bremkebach und Glanebach unter Schutz.
Die obere Hunte ist ein vom Menschen wenig verändertes Fließgewässer mit Kiesbänken und ständig wechselnder Sohlgestalt. Das Ufer wird fast durchgehend von Gehölzen gesäumt. Im Auebereich sind Röhrichtbereiche und Hochstaudenfluren zu finden. Die angrenzenden Flächen werden überwiegend von Grünland geprägt, an einigen Stellen sind auch Äcker zu finden. Der Quellbereich und der Bereich des Wiehengebirgsdurchbruchs sowie das vom Glanebach durchflossene Tal ist überwiegend bewaldet, wobei sich ein großer Teil davon als nicht standorttypischer Nadelwald darstellt.
Das Gebiet steht seit dem 25. Januar 2007 unter Naturschutz. Zuständige untere Naturschutzbehörde ist der Landkreis Osnabrück.